# جورج والدرون تشيني
جورج والدرون تشيني (بالإنجليزية: George W. Cheyney)‏ (1 سبتمبر 1854 - 14 أغسطس 1903) سياسي ورجل أعمال أمريكي كان يعيش في شواهد أريزونا إقليم خدم أربع سنوات كمشرف أراضي للتعليم العام وانتخب مرتين أمام المجلس التشريعي الإقليمي. في السنوات الأخيرة من حياته كان هو مدير مكتب البريد لتوكسون، أريزونا قبل انتخابه قاض الوصايا.

## روابط خارجية
- George W. Cheyney على موقع فايند أغريف